# Karl Freund (skrzypek)
Karl Freund (ur. 7 lutego 1904 w Prudniku, zm. 6 listopada 1955 w Monachium) – niemiecki skrzypek i nauczyciel muzyki.

## Życiorys
Studiował we Wrocławiu i Konserwatorium w Lipsku. Od 1923 grał w Orkiestrze Gewandhaus, jednocześnie w 1924 był członkiem tria fortepianowego Bronisława Poźniaka. Od 1936 roku był koncertmistrzem Orkiestry Kameralnej Edwina Fischera. W latach 1938–1945 był profesorem w Wyższej Szkole Muzycznej w Berlinie, a następnie, od 1946 do końca życia – w Wyższej Szkole Muzycznej w Monachium.